# Kengo Nagai
Kengo Nagai (født 6. november 1994) er en japansk fodboldspiller, som spiller for den japanske fodboldklub Tokushima Vortis.